# Musée ethnographique à Włocławek
 (juin 2020).
Le Musée ethnographique à Włocławek est une filiale du Musée de la terre de Cujavie et de la région de Dobrzyń localisé à  Włocławek en Pologne. 

## Localisation
Le Musée ethnographique est localisé en Pologne à Włocłavek et est dans un ensemble de bâtiments dont le grenier est historique sur le boulevard J.Piłsudski 6.

## Histoire
Le grenier historique du musée a été construit au milieu du XIXe siècle, avant 1848 (d'après le projet de Franciszek Tournelle (pl), l'architecte de la ville de Włocławek à l'époque). Une nouvelle partie, architecturalement liée, a été créée à son sommet entre 1980 et 1985. Elle a été équipée d'une salle d'exposition temporaire, d'une salle audiovisuelle et d'une bibliothèque, de studios et de bureaux.  
Le musée a été officiellement inauguré le 10 octobre 1986, ainsi que l'exposition permanente « Culture folklorique de Couïavie et de la région de Dobrzyń». En 1987, le musée reçoit le prix de second degré du concours « Événement muséal de l'année 1986 » pour la mise en accessibilité du bâtiment et pour l'exposition permanente. En 1988, il est récompensé pour l'exposition post-compétition « Costume régional contemporain » dans le cadre du concours « Événement muséal de l'année 1988 ». 
De 2011 à 2014, des travaux de rénovation et de modernisation ont été effectués sur six bâtiments du complexe muséal : les intérieurs ont été rénovés, la cour a été entièrement réaménagée et les caves et les greniers ont été adaptés aux besoins des collections du musée et de la bibliothèque. Le bâtiment du musée a été utilisé en 2015 pour créer l'atelier de numérisation et de reprographie.
En 2016, le musée a fêté son 30ème anniversaire. Durant ces 30 années, le musée a organisé près de 100 expositions temporaires et 37 expositions itinérantes. La collection du musée s'est enrichie de 5729 pièces d'inventaire. Plus de 100 événements différents ont été organisés, ce qui a permis de gagner en popularité auprès des habitants de Włocławek.

## Expositions
L'exposition permanente « Culture folklorique de Couïavie et de la région de Dobrzyń » présente un village du début du XIX/XXe siècle et illustre une culture folklorique qui n'existe plus.
Depuis 1986, des événements ont été organisés pendant les derniers jours du carnaval (zapusty), qui en 1995, s'est transformé en « Korowody Grup Zapustnych Ulicami Włocławek ». Le Musée ethnographique organise aussi périodiquement des rencontres « Dimanche avec le conservateur », au cours desquelles les participants peuvent visiter des expositions temporaires. 
Depuis 2014, le « Marché des dons de l'été à Włocławek », un événement culinaire mettant en valeur les produits traditionnels fabriqués à partir de matières premières locales, se tient dans la cour du musée.
Le musée organise également un large éventail d'activités éducatives : des ateliers tout au long de l'année et des ateliers occasionnels.